# San Maura
San Maura var en kyrkobyggnad i Rom. Den var belägen vid Via di Torre Spaccata i zonen Torre Maura i sydöstra Rom. Det är oklart åt vilket helgon kyrkan var helgad.

## Kyrkans historia
Kyrkan benämns ofta Cappella di San Maura. Ursprunget till namnet San Maura är enligt en teori Fundus Mauricius ("Mauricius lantegendom"), vilken omnämns i Patrimonium Sancti Petri, en förteckning över påvedömets egendomar från 800-talet. 
Det som återstår av kyrkan är en större del av den halvrunda absiden och delar av långskeppet. Ursprungligen skall kyrkan ha varit en treskeppig basilika. Den byggnadsteknik som användes vid uppförandet av kyrkan var opus listatum.

## Kommunikationer
Närmaste tunnelbanestation är Torre Spaccata 